# NG (ゲーム)
『NG』（エヌジー、海外名：Spirit Hunter: NG）は、エクスペリエンスが開発したホラーアドベンチャーゲーム。
『死印』に続く心霊ホラーシリーズ第2弾であり、同作ともつながりがある。
2022年12月1日発売のシリーズ第3弾『死噛 〜シビトマギレ〜』が、前作『死印』の正統な続編となっている。今作とも繋がりがあり、一部の登場人物なども共通しているが、今作よりも前に起きた出来事を描いている。

## あらすじ
鬼島空良は母親を亡くした後、叔母の那津美と姪の愛海と日々を過ごしていた。1999年の夏のある日、家に届けられた黒いハガキをきっかけに、不気味な出来事が主人公の周りで起き始め、ついには愛海が行方不明になってしまう。愛海を探す空良の前に現れた謎の少女かくや。愛海の行方に関する情報と引き換えに、空良たちを「あそび」へと誘いこむ。それは怪異との遭遇を意味していた。空良は、親友である天生目聖司たちをはじめとする他の人物たちの協力を仰ぎ、死に直面しながらも、愛海を取り戻す為、恐ろしい怪異たちと対決していく。

## システム
クライシスチョイス
怪異の攻撃を受ける・警察の職務質問を受けるなどの危機的な状況に陥った時、状況を打開するための選択を迫られる。このモード専用のタイマー兼体力である「SECURE（安全度）」があり、表示された選択肢を選ぶ際に徐々に減っていくほか、誤った行動を取ることでもSECUREが大幅に減ってしまう。
SECUREがゼロになるとゲームオーバーとなるが、特定の不正解を選んで一気にゼロになることもある。
ジャッジシステム
他人との会話中、相手に対してどのような態度を取るのかを5種類の表情から選択する。この時に選んだ態度によって、会話中の相手の主人公に対する印象が変化する。
サバイバルエスケープ
異質なものと遭遇し生命の危機が迫るとサバイバルエスケープが始まる。
選択を誤れば命を失い、その場でゲームオーバーとなる。
ブラッドメトリー
調査モード中、血痕を発見するとブラッドメトリーが行える。ブラッドメトリーが発動すると、血痕に残った記憶を読み取ることができる。
Dカード探し
やりこみ要素で、「Dマン」からのメールである「Dメール」をもとに、「Dカード」を探していくものである。
Dカードには、Dマンと彼の知り合いが遭遇した様々な怪異や謎がレポートされている。

## 登場人物

### 主要人物
鬼島 空良（きじま あきら）
声 - 川端快彰
年齢 18歳 誕生日 4月4日 身長 188cm 体重 80kg
本作の主人公。名前変更可能。都立神座高等学校所属の高校3年生。普段は寡黙で冷たいが、実は仲間や家族思いでもある。
母子家庭に育ったが、二年前に母親を亡くし、母の妹である那津美に引き取られた。現在は、築20年のボロアパート「はなさき荘」で一人暮らしをしている。
異常な集中力と高い身体能力、反射神経、格闘センスを持ち、それらを活かすために中学生時代から聖司の紹介で、「アンダーグラウンドマッチ」という暴力団が取り仕切る賭け試合で生計を立てている。選手としては優勝5回に加え、全戦全勝を記録。アングラマッチ最強の男と称えられ、多くのファンがついている。
また、怪異との遭遇と愛海の失踪を機に、血痕の付いた物体に残る生物の残留思念を読み取る霊視能力「ブラッドメトリー」に目覚め、怪異の調査でもその力を発揮する。
その反面、勉学はからっきしでひもじいを「ひも爺」と間違えてパートナーを呆れさせたり、夏休みの宿題などを一切せず教師によく嫌な顔をされるが本人は慣れているため全く気にしていない。
馬力の凄い大型バイクを所有している。また、料理も得意でよく愛海に作ってあげている。
天生目 聖司（あまのめ せいじ）
声 - 佐香智久
年齢 18歳 誕生日 6月9日 身長 184cm 体重 71kg
都立神座高等学校所属の高校3年生。吉走寺のある神座区を拠点にする暴力団「天生目組」現組長の一人息子。空良とは高校の同級生で、小学校からの腐れ縁。
まだ学生のため組員ではないが、ヤクザ組織で興行を仕切る、カラフルギャングを併合する等それ相応の発言力を持っている。
普段は爽やかで温厚な甘いマスクの好青年だが、裏にある本性は真っ黒で、ひん曲がっていて悪賢い。目的のためならば違法な手段も平気で用いるなど手段を選ばず、賭け試合の興行でテラ銭を稼ぐ他に、稼いだ金とコネを使って探偵顔負けの情報網で他人の弱みを握り脅迫している。脅しの相手は政治家や警察の上層部にも及んでおり、「脅迫王子」として週刊誌で報道されるほど有名。
ソバ粉のアレルギーと同じように幽霊や怪談などのオカルトが苦手な体質で、臨海学舎の夜に怖い話を聞いた際は、一睡もできずに翌日に倒れた経験もある。オカルト以外にも、ボート等苦手なものは多い。
「ドリアンソーダ」、「トンカツドリンク」など珍しいジュースが好み。好きな女性のタイプは、那津美のような麗しくて母性のある淑女。
ちなみに、来瀬もものことは特に好んではいないが、彼女の曲「ワンダーラビッツ」は口ずさむほど好きらしい。
葉月 薫（はづき かおる）
声 - 緑川優美
年齢 16歳 誕生日 10月31日 身長 157cm 体重 45kg
オカルトアイドル来瀬ももの正体。名門私立の中高一貫校である星真高等学校所属の高校2年生。
愛海の友人であり、二年前に高村ゆりの紹介で愛海と知りあい、3人でよく遊んでいた。
来瀬もものファン（を装っている）で格好を真似てゴスロリ服を着ている。心霊やオカルト好きで好奇心旺盛。
来瀬 もも（くるせ もも）
声 - 緑川優美
世紀末に因んでデビューした人気急上昇中のオカルトアイドル。銀髪とゴシック服がシンボル。年齢は非公開。
若年層からの熱い支持を得ており、数々の子供番組、ドラマや映画に出演。グラビア界にも活動を広げている。
映画「放課後の怖い噂」で、女優、シンガーとしてもデビューし、主題歌「ワンダーラビッツ」を空前の大ヒットへと導いた。
最近は、ライバルだったアイドルグループ「ラブ＆ヒーロー」とも仲が良く、共演も増えている。
ちなみに、「こちら来瀬もも。あなたの背後霊は今日も元気にしてる？」という定番の挨拶がある。
番 直政（ばん なおまさ）
声 - 山下大毅
年齢 40歳 誕生日 2月26日 身長 190cm 体重 83kg
三流週刊誌で記者をしている悪名高いブラックジャーナリスト。一見すると人生経験も豊富な頼れる大人だが、実態は企業とヤクザのスキャンダルを探り、それを飯の種にしている。
仕事ではそれなりに理性的で慎重だが、ギャンブル好きで、いざという時のギャンブルには強く、勝った時にでるエンドルフィンなどを求め快感を得るためにギャンブルをする典型的なギャンブル中毒者で、3億の借金を7分で返済した経験がある。また、大学生時代に教員免許を取っていた事があるらしく、その結果なのかいろんな言語で「頼む、金を貸してくれ」と言える。
妻と一人息子がいたが、息子を怪異のせいで亡くしている。それ以来、線香を常に持ち歩き、子供が関わる事件に遭遇するとお線香を焚き供養している。
本人曰く、名家の当主である八敷一男/九条正宗と「元刑事のクソ探偵」こと真下悟が息子を殺した怪異を倒したとの事。
ムーラン・ロゼ
声 - 富沢恵莉
年齢 20代（自称） 誕生日 12月25日 身長 174cm 体重 55kg
本名、年齢、経歴不詳の女性マジシャン。外見は若々しく顔も悪くないが、金で雇った人間は信用できないなど性格に難がある。口癖は「問題ない」。またプライベートに関する質問を一切受け付けない。
紳士じみたスマートな口調で話すが、得体のしれない雰囲気がある。沈没船や飛行機、月ロケットからの脱出マジックで世界的にも知られているらしい。
マジシャンのため手先が器用で、簡単な鍵ならすぐに開錠できるピッキング技術の持ち主。生まれが良く、音楽、声楽などの芸術の名を冠するものは一通り教養として学んでいる。
ある名家の当主に雇われて、番と共に怪異や心霊を調査しており、番に「あそび」の情報を教えるなど怪異やオカルトに造詣が深い。霊具のコレクターでもある。
日の入りとともに目覚め、日の出とともに眠りにつく習慣がある。また、鬼島の持つ能力や才能は高く買っており、何かと弟子入りさせたがる。
とあるルートを進めると彼女の正体を垣間見ることができる。
『死印 青き終焉』にも登場する。しかし、こちらはパラレルストーリーであるため、『NG』本編のロゼが登場した訳ではではない。
鬼島 那津美（きじま なつみ）
声 - 緑川優美
年齢 33歳 誕生日 7月14日 身長 165cm 体重 53kg
主人公の叔母で愛海の母親。温和な性格。吉走寺の駅前にあるバー「黒兎」のオーナーで、ホラー作家としても活動している。
執筆のペースは遅いが、3年連続で安岡文芸賞を受賞するなど作品のファンは少なくない。一方、黒兎の経営は適当そのもので、客は滅多に来ない。
女手一つでバーを経営しているだけあって、なかなか度胸が座っている。また、夫とは死別しており、夫から送られた結婚指輪を大切にしている。
鬼島 愛海（きじま あみ）
声 - 石飛恵里花
年齢 10歳 誕生日 11月22日 身長 145cm 体重 38kg
空良の義理の妹であり、那津美の一人娘。神座小学校に通う小学5年生。少々気の弱いところはあるが、お店や家の手伝いもよくする真面目でしっかり者。いつか空良と一緒に家族3人で暮らすことを夢見ている。
来瀬ももの熱狂的なファンで、空良の携帯の着信音を彼女の曲「ワンダーラビッツ」に変えたり、いつでも彼女の曲が聴けるように高村から貰ったヘッドホンを常に身に着けるなどしている。
丸橋 満（まるはし みつる）
声 - 山下大毅
年齢 22歳 誕生日 9月29日 身長 166cm 体重 96kg
モヒカン頭でジャージを着たガラの悪い暴力団「天生目組」の若衆。ガッツと愛嬌があり、お調子者で憎めない。来瀬ももの大ファン。
組のシマである神座界隈でシノギをしており、情報屋を自負している。聖司相手には犬のように従順だが、意外なことに暴走族「レッドクレスト」の初代総長でもある。
大江 麗奈（おおえ れいな）
声 - 瀬戸英里奈
年齢 27歳 誕生日 5月5日 身長 175cm 体重 57kg
警視庁捜査一課の女性警部補。関西弁を話す鋭い目をした大柄な女。強い正義感を持ち、愚直な性格だが、話すと意外に気さくで愛嬌がある。
若くして本庁に入ったエリートにもかかわらず、その性格からしばしば問題を起こし、今では孤立。上層部からの命令とは別に、空良の関わる事件に興味を持ち、嗅ぎまわっている。

### その他の人物
鬼島 里美（きじま さとみ）
那津美の姉であり、空良の実母。二年前に過労が原因の心疾患で亡くなっている。籍はいれておらず、父親は不明。弥勒の作品のファン。
人は良いが要領が悪かったらしく、まともな仕事に就くことができなかった。
高村 ゆり（たかむら ゆり）
那津美親子の暮らすマンションの隣室に住んでいた人当たりのいい高校生。葉月の親友でもある。元々はアイドルを目指しておりその関係から葉月と仲良くなった。小さい頃から霊感が強く今までに数々の霊現象を体験している。
生前は、那津美が忙しい時に愛海の世話をよくしていたが、1ヶ月前に高架下にて交通事故に遭い亡くなっている。
天生目 泰造（あまのめ たいぞう）
声 - 勝見真之助（ドラマCD）
暴力団「天生目組」の強面組長であり、聖司の父。昔気質の極道で舎弟や子分からは慕われている。ただし敵対する相手には容赦せず、若い頃にカチコミでロケット砲をブッ放したという武勇伝がある。
子煩悩で一人息子の聖司のためにパイを焼くのが何よりの楽しみ。書斎のロッカーにディテールから重量まで本物そっくりの、立派な拳銃型ライターを保管しているお茶目な一面も持つ。
山上（やまがみ）
安産、健康のご利益がある辰（龍）と巳（蛇）の水神を祀っている八真都神宮の警備員。
熱狂的な来瀬もものファンで同僚には呆れられている。丸橋とはファンクラブの知りあいだが、乳の話ばかりするため好かれていない。
弥勒 夜雲（みろく やくも）
55歳の童話作家。日本の童話をグリム童話テイストに、大胆かつ残酷にアレンジしたホラー童話集『闇おとぎ』を発表。一躍ベストセラーとなり、ホラー作家として世間に名を馳せる。
弥勒の描く独特な世界や生々しく身震いするような描写はファンから熱狂的な支持を受けていた。最新作は、呪われたかぐや姫の童話『竹取翁の夢』。
那津美や里美もファンで、那津美に至ってはホラー作品を書くきっかけになった人でもある。ちなみに、童話作家になる前は家柄の事情もあり、外科医を目指していた。
石丸昇（いしまる のぼる）
大手建設会社である住井グループの会長。半年ほど前に亡くなっている。
石丸将（いしまる まさる）
石丸会長の次男坊。
島（しま）、香川（かがわ）、坂東 啓介（ばんどう けいすけ）、高田 順平（たかだ じゅんぺい）
斬殺された住井グループの男性社員たち。それぞれ働いている部門は異なるため一見無関係なように見えるが、とある共通点がある。
岡山 智子（おかやま ともこ）
美人な女性代議士。ムーンタワー建設時に石丸会長のある疑惑に関して国会で追及していた。現在は行方不明となっている。
瓜田（うりた）
神座駅の再開発事業に携わっている会社の社員。聖司に弱みを握られている。
荒玉 ヒロ（あらたま ひろ）
通称:Dマン（デスクの男）。「月刊オーパーツ」に付いている非公式な付録カードの編集者。カード内には様々な怪異や謎が記載されている。
現在は消息不明になっており、姿を消す前に「1999年8月、黒き少年の側に私は現れる」という予言を残した。
高嶋 平（たかしま たいら）
声 - 根塚良
ドラマCDに登場。鬼島のクラスメイト。
丘 龍之介（おか りゅうのすけ）
声 - 古米昂平
ドラマCDに登場。元ヤクザで天生目泰造の知り合い。
墨吉 しのぶ（すみよし しのぶ）
声 - 瀬戸英里奈
ドラマCDに登場。団地の住人。
神戸 賢一（こうべ けんいち）
声 - 根塚良
ドラマCDに登場。団地の住人。

### 『死印』の人物
渡辺 萌（わたなべ もえ）
今作ではマイナーなオカルト雑誌「月刊オーパーツ」の記者として名前のみ登場。H市の怪異に関して特集記事を書いた。
柏木 愛（かしわぎ あい）
今作ではテレビ番組に名前のみ登場。ドラマのタイアップをきっかけにブレイクし、ノリにノってるアイドルユニット「ラブ＆ヒーロー（略称:ラブヒー）」のセンター。
ソロデビューもしており、初のシングルでミリオンセラーを達成するなど、現代のシンデレラガールとテレビ番組で称えられていた。
真下 悟（ました さとる）
直接は登場しないが、Dカードなどで『死印』のその後の行動が断片的に語られている。
Dマンとも知り合いであり、彼や八敷などと共に怪異だけではなく、時に怪異を生み出す元にもなる「生きた闇」も、『死印』の出来事の影響もあって追うようになっており、そういう輩を炙り出しては然るべき場所に暴露するなどして、彼らなりの制裁を与えている。
八敷 一男（やしき かずお）/九条 正宗（くじょう まさむね）
前作『死印』の主人公。今作では九条館の現当主で番とロゼの雇い主。見た目は冴えない中年男だが、特殊な発想力で数々の心霊事件を解決してきた。
現在も怪異にまつわる事件を真下 悟と共に追っており、海外に出ている。
今回はとあるルートを進めることで主人公と出会うこととなる。知人であるDマンには自分が出会ったり調べたりした怪異の話を提供している。

## 怪異
人間とは違う異形の存在。強い憎悪や無念を抱く死者の霊が、形をとったもの。生きている人間を強く憎んでおり、恐怖を糧にする。

### 本編
かくや
声 - 石飛恵里花
雪のように白い髪に、着物を着た年端も行かぬ姿の人形。前作のメリイと同じ「人形怪異」の一種。10年周期で出現する。
笛の音とともに主人公の前に突如現れた。愛海の行方に関する情報と引き換えに、主人公たちを「あそび」へと誘いこむ。
気に入った人間を「あそび」に巻き込んでおり、被害者たちに年齢や性別等の共通点はない。唯一同じ事は全員が妙な黒い葉書を拾っている事。また、「あそび」の内容は標的によって変化する模様。
相手が負けるまで「あそび」を続けるため、助かりようがなく、現時点で助かった者は1人もいない。加えて、負けた者たちは消息不明、植物状態、発狂、死亡するなど悲惨な最期を遂げている。
また、本人は自分のことを「かくや」と呼んでおり、鬼島を始めとする「あそび」の関係者達も「かくや」と呼んでいるが、これは彼女が年端も行かぬ姿の霊であり、「ぐ」の発音がうまくできないため「か『く』や」となってしまっているのであり、正確には「かぐや人形」である。
無数の口
「かくや遊び」に巻き込まれた者にのみ現れる。口が身体中に現れることは、死までのタイムリミットが近づいていることを表している。
死のタイムリミットが近づくたびに現れ、口が囁く内容が、死の刻限が近づくにつれて【はじまりまじまり】→【いよいよ大詰め】→【めでたしめでたし】と言うように変わっていく。
ゆりちゃん
「かくや遊び」に負けた女子高生「高村 ゆり」がかくやに操られ怪異になった姿、花を添えた愛海と空良に無人のトラックで襲いかかる。
うらしま女
八真都神宮に夜間出没する、ずぶ濡れの妊婦の姿をした女の幽霊。髪は長く、腹は大きく妊婦のように膨らんでいる。
静まり返った深夜の浦島池に石を投げ込むと運次第で現れ、出会った者はたくさんの亀が群がった水死体となって発見される。
名前の由来は、神宮内にある浦島池にちなんで呼ばれているのか、或いは浦島池で死んだ女の幽霊だから呼ばれているのか定かではない。
金時の首太郎
吉走寺駅の北側に広がる住宅街、金時町（きんときちょう）に出没する大きな斧を持った大男。
金時塔と呼ばれる送信線の鉄塔の前の古い祠に饅頭をお供えすると、低い声でわらべ歌を歌いながら現れ、当事者の首を刎ね持ち去っていく。
正体は昔、金時町が金時村だった頃、多くの動物と人間を殺害し、首を刎ねて集めていた大柄な殺人鬼の亡霊と噂されている。
おたけび作家
吉走寺の郊外にある弥勒邸からは、毎晩おたけび声が聞こえている。
近くでおたけび声を聞いた近所の者は頭の中でずっとおたけび声が止まず、最後にはノイローゼになり自殺したという。
殺人桃
神座駅近くに建設された特徴的な照明をした高層ビル「ムーンタワー」。
そのビル内のオフィスでは、深夜残業する男性社員を刀で斬殺する猿、犬、キジと複数の顔を持った恐ろしい様相の人影が目撃されている。
ツクヨミ鬼
昔、中高生の間で流行っていたおまじない。月の出ている晩にある儀式を行うと、ツクヨミ鬼という霊が現れ、何でも願いを叶えてくれるという。
儀式の内容は、まず自分を囲むように鎖を置いて儀式のための祭壇を作る。次に、鎖で区切られた祭壇の中で、用意した物を燃やす（叶う願いの大きさは燃やした物の価値に比例）。
そして、物が燃え尽きる前に、「ツクヨミ鬼さん　ツクヨミ鬼さん　どうぞおいで下さい」「ツクヨミ鬼さん　ツクヨミ鬼さん　願いを叶えてくださいませ」とツクヨミ鬼を迎えるための呪文を唱える。最後に、手鏡2枚を使用し合わせ鏡をするとツクヨミ鬼が出現すると噂されている。
Dマン
鬼島に何度も「Dメール」を送り、「Dカード」を探させた張本人。生前は、オカルト雑誌「月刊オーパーツ」の編集者であったが、怪異などの超常的な存在を追い続けているうちに、何らかの理由で命を落としてしまった。（本人曰く「少々羽目を外しすぎた」）
怪異ではあるものの、邪悪な存在にはなっておらず、生前の人格や記憶を完全に維持している模様。既に死んでしまった身である事を除けば、生前とほとんど何も変わっていない。
鬼島のことを気に入っており、彼のことを「未知なる世界の探求者」と呼び、自分の見聞録をDカードという形で彼に託す。
前作『死印』の主人公である八敷一男/九条正宗や、不良探偵こと真下悟などとも知り合いになっており、彼らと共に怪異や「生きた闇」を追っていた。

### Dカードの怪異見聞録
シルシ
前作『死印』に登場した奇妙な痣。犬にかまれたかのような形をしている。
不特定多数の人の体に突如出現し、付いたが最後、数日の間に不審死や失踪を遂げてしまう呪いの痣。
H市に土着する都市伝説に由来する怪異に遭遇することで刻まれるといわれている。
この「シルシの呪い」を巡る一連の出来事「シルシの事件」は、怪異を生み出す力を持ち、生み出された怪異達に「シルシの呪い」の力を与えていた全ての元凶である「呪いの中心」が、1997年の夏に八敷一男/九条正宗によって一時的ではあるものの封印された為、ひとまずは終結を迎えることとなった。
LIZA
Dマンが、前作の主人公である八敷一男/九条正宗の依頼で調査を約束したもの。
「LIZA」という単語が何を意味しているのかは全くの謎であり、現在も調査中だという。
時空レナルド
Dマンが、前作の主人公である八敷一男/九条正宗の依頼で調査を約束した怪異。
1970年代から噂されている怪異。赤と青が特徴的なピエロ姿の人形。
遭遇する場所は人によって異なり、出現した際は世界が静止するらしい。
素性や現象の真相は未だに解明されていない。
雨の赤ずきん
前作『死印』に登場した赤いレインコートを着た怪異。神座区に隣接するK市の中心部で噂されていた。
雨の日にホテル街を歩いていると、赤いレインコートを着た女に誘われる。女を客だと勘違いしてその誘いに乗ってホテルに入ってしまった者は行方不明になってしまい、後日正気を失った状態で発見され、そのまま自殺をしてしまうなど恐ろしい結末を迎える。この女について行ってまともな状態では帰ってこられた者はいないという。
1997年の夏に起きた「シルシの事件」が解決されてから数カ月後、季節が秋に変わった頃に、この怪異が引き起こした「マスカレードの事件」が八敷一男/九条正宗や不良探偵こと真下悟、当時の助手だった渡辺萌らによる調査が開始され、彼らが協力して赤ずきんの想念を解放することに成功した。
デビルメール
悪魔から届くメール。そのメールを読むと突発的に殺人を犯してしまう。
殺人を犯した者たちのパソコンや携帯電話にメールの痕跡はなく、誰一人として表題以外のメール内容を覚えている者はいないといわれる。
しかし、呪いが一切通用しないDマンは、このメールを読んでも殺人を犯す事なく、メールの内容も覚えていた。
そこには、「LIZA」の文字が終わりなく連ねられていたという。
うさぎ島
東京都の南東、太平洋上に連なる100以上の島々からなる伊豆諸島の果てに現存するどの地図にもない島。
現在の島は無人だが、工場のような施設や廃墟があり、以前には住人がいた痕跡があるという。
そして島の名の通り、なぜか島には大量の兎が生息しており、偶然島を見つけて上陸した人々を迎えてくれると噂されている。
そこには、普段追っている怪異とはまた違う闇があったという。
マッハ姫
東京の皇居を中心とするあらゆる環状線に現れており、高速道路や一般道、鉄道路線に至る全ての環状線で目撃されている。馬に跨り、姫のような姿をした怪異。
馬に道を譲らなければ、その後事故で悲惨な死を遂げる。道を譲られた馬は、信じられない速度でこちらを追い抜き、闇の中へと消えていく。その追い抜き様に、馬に乗る者の姿が見えるという。
その姿は、ある者は西洋の王族のようなドレス姿だと、またある者は戦国の姫君のような姿だったと語る。
見える姿に違いはあれど、姫のような姿という点は必ず共通する。
百鬼夜行
前作の主人公である八敷一男や、Dマン達が目下追跡中の案件。
一般的な言葉としては、この国（日本）に古来よりある夜話に登場する魑魅魍魎や悪鬼たちの行進、それを百鬼夜行と呼ぶが、彼らの追う「百鬼夜行」はそうではない。
この事象に関する詳細や、彼らがどんな縁でこの事象を知って、どのように追跡しているのかなど、すべてが謎に包まれているが、Dマンは鬼島に対して「ここ武蔵野の地を、君が対峙したような怪異達が大挙して行進した、例えばそんな話を君は信じるだろうか」と（Dカードを通して）訊いている。
八敷やDマン達は、この事象の中心に、常にある存在がいると考えている。それは、死者たちを危険な怪異へと変貌させる力を持つもの、つまりは、前作『死印』に登場した「メリイ」や、今作に登場した「かくや」（正確には「かぐや人形」）だと言う。彼らはこれらの存在の事を「人形怪異」と呼び、「百鬼夜行」を引き起こす核だと考えている。仮に何体かの「人形怪異」が集まり、多くの死者を怪異と化す時、死の行進が起こるのではあるまいかと。
しかし、「人形怪異」という存在は、謎に包まれており、Dマン達も人形たちのことをほとんど何も知らないという。江戸期には多数あったと言われる、人形に所縁のある家々はほぼ滅しており、伝えが記された品も、先の大戦で失われた。
Dマンは、「今、わずかな糸口があるとすれば、それは現代に現れた人形怪異に直接問う事なのかもしれない」と言っている。

## 評価
4Gamer.netのgingerはレビュー記事の中で「[前略]空良や聖司以外の登場人物も，どこか常識から一歩外れたアウトロー的な魅力があり，その面でもうまく差別化が図られている。」と評価している。
。
ライターのリプ斉トンは、ファミ通のホラーゲーム特集記事の中で、「真っ暗な心霊スポットを巡ってじわじわと味わう恐怖、怪異と対峙して命のやり取りをするビックリ要素。このふたつをまんべんなく味わえるのが本作の魅力。」と評価し、アドベンチャーパートで人間の心の闇を垣間見ることできる点や、ぐいぐいと引き込むストーリー展開も良いとしている。

## 他媒体への展開

### ドラマCD
「NGボイスドラマ Extreme 怪団地」として2023年9月15日発売。オリジナルストーリー「四つ怪談」を描いている。

### 小説
著者は黒史郎、発売元はPHP研究所。2024年3月27日発売 ISBN 978-4-56-984709-2

## 関連作品
- 死印 - 心霊ホラーシリーズ第1弾となる姉妹作。2017年6月1日発売された[3]。
- 死噛 〜シビトマギレ〜 - 心霊ホラーシリーズ第3弾。2022年12月1日発売[4]。時間軸は本作よりも前となっている。
- CLOSED NIGHTMARE - 本作との合同予約キャンペーンが行われた作品[5]。